# Cantó de Lagòr
El cantó de Lagòr és un cantó del departament francès dels Pirineus Atlàntics, a la regió d'Aquitània. Està enquadrat al districte de Pau, té 17 municipis (el municipi de Lacq, només una part) i el cap cantonal és Lagòr.

## Municipis
- Avidòs
- Vesingran
- Viron
- Castèthner
- Lar e los Mondrans
- Lac (Cantó de Lagòr) (llevat Audéjos)
- Lagòr
- Lobienh
- Marslac
- Mont
- Morencs
- Noguèras
- Òs e Marcelhon
- Ausencs e Montestruc
- Sarporencs
- Seuvalada
- Vièla Segura

## Administració
| Període                                          | Identitat              | Partit |
| ------------------------------------------------ | ---------------------- | ------ |
| 1949-1955                                        | Charles Darricau       |        |
| 1955-1961                                        | Charles Darricau       |        |
| 1961-1967                                        | Félicien Prué          |        |
| 1967-1973                                        | Félicien Prué          |        |
| 1973-1979                                        | Félicien Prué          |        |
| 1979-1985                                        | Félicien Prué          |        |
| 1985-1992                                        | Félicien Prué          | UDF-PR |
| 1992-1998                                        | David Habib            | PS     |
| 1998-2004                                        | David Habib            | PS     |
| 2004-                                            | Jacques Cassiau-Haurie | PS     |
| Les dades anteriors a 1949 no són pas conegudes. |                        |        |